# Baring Emerging Europe
Baring Emerging Europe (LSE:BEE) là một công ty ủy thác đầu tư lớn của Anh dành riêng cho việc đầu tư vào các nước mới nổi ở châu Âu, đặc biệt là Nga. Được thành lập vào năm 2002, công ty là một thành viên của FTSE SmallCap Index. Chủ tịch là Iain Saunders.